# Bad Colberg-Heldburg
Bad Colberg-Heldburg is een voormalige gemeente in de Duitse deelstaat Thüringen, en maakt deel uit van de Landkreis Hildburghausen. 
Bad Colberg-Heldburg telt  inwoners.

## Geschiedenis
De gemeente werd op 23 maart 1993 gevormd door de fusie van de gemeenten Bad Colberg, Einöd, Gellershausen, Heldburg, Holzhausen, Lindenau en Völkershausen. Op 1 januari 2019 fuseerden Bad Colberg-Heldburg, Gompertshausen en Hellingen tot de stad Heldburg.